# Matalaque (distrito)
O Distrito de Matalaque é um dos 11 distritos da Província de General Sánchez Cerro, departamento Moquegua, Peru.

## Transporte
O distrito de Matalaque é servido pela seguinte rodovia:
- MO-100, que liga o distrito  de Quinistaquillas à cidade
- MO-101, que liga o distrito à cidade de Ubinas [1][2][3]